# Роман (Якутия)
Рома́н (якут. Роман) — село в Среднеколымском улусе Республики Саха (Якутия) России. Входит в состав Сень-Кюёльского наслега.

## География
Село находится в северо-восточной части Якутии, в пределах Колымской низменности, на расстоянии примерно 97 км (по прямой) к северо-востоку от Среднеколымска, административного центра улуса. 

### Климат
Климат характеризуется как резко континентальный. Средняя температура воздуха самого тёплого месяца (июля) составляет 12 °C; самого холодного (января) — −38 °C. Среднегодовое количество атмосферных осадков составляет 150—200 мм.

## Население
| 2002 | 2010 | 2021 |
| ---- | ---- | ---- |
| 0    | →0   | →0   |